# BET Awards 2020
Die BET Awards 2020 waren die 20. von Black Entertainment Television (BET) vergebenen BET Awards, die an Künstler in den Bereichen Musik, Schauspiel, Film und Sport vergeben wurden. Die Verleihung fand am 28. Juni 2020 im Microsoft Theater, Los Angeles, Kalifornien statt. Die Moderation übernahm Amanda Seales.
Am häufigsten nominiert war Drake mit sechs Nominierungen. Ein deutlicher Sieger konnte nicht ausgemacht werden. Zwei Awards gewannen jeweils Beyoncé, Chris Brown und Roddy Ricch & Megan Thee Stallion.
Der BET Lifetime Achievement Award wurde nicht verliehen. Den BET Humanitarian Award erhielt Beyoncé, die den Award von Michelle Obama verliehen bekam. Beyoncé nutzte ihre Dankesrede, um auf die Proteste im Anschluss an die Tötung von George Floyd aufmerksam zu machen, und widmete den Preis allen Aktivisten, die sich gegen ein rassistisches System stellen. Außerdem rief sie zur Wahl auf.
Ausgezeichnet wurde der Song Brown Skin Girl mit dem BET Her Award. Dadurch wurde Blue Ivy Carter mit 8 Jahren zur jüngsten Person, die einen BET-Award erhielt.

## Liveauftritte
| Künstler                                                           | Song(s)                                                               |
| ------------------------------------------------------------------ | --------------------------------------------------------------------- |
| Keedron Bryant Public Enemy Nas Black Thought Questlove Rapsody YG | I Just Wanna Live Fight the Power                                     |
| Roddy Ricch                                                        | High Fashion The Box                                                  |
| John Legend                                                        | Never Break                                                           |
| Masego                                                             | Queen Tings                                                           |
| D Smoke SiR                                                        | Let Go Black Habits                                                   |
| Megan Thee Stallion                                                | Girls in the Hood Savage Remix                                        |
| DaBaby Roddy Ricch                                                 | Rockstar                                                              |
| Jennifer Hudson                                                    | To Be Young, Gifted and Black                                         |
| Anderson .Paak Jay Rock                                            | Lockdown                                                              |
| Lonr.                                                              | Make the Most                                                         |
| Wayne Brady                                                        | Tribute to Little Richard Lucille Good Golly, Miss Molly Tutti Frutti |
| Lil Wayne                                                          | Tribute to Kobe Bryant                                                |
| Alicia Keys                                                        | Perfect Way to Die                                                    |
| Chloe x Halle                                                      | Forgive Me Do It                                                      |
| Summer Walker Usher                                                | Session 32 Come Thru You Make Me Wanna...                             |
| Jonathan McReynolds Kane Brown                                     | People Worldwide Beautiful                                            |
| Ramage                                                             | Ya Lil                                                                |
| Kierra Sheard Karen Clark Sheard                                   | Something Has to Break                                                |

## Gewinner und Nominierte
Die Gewinner sind fett markiert und vorangestellt.
| Album of the Year | Video of the Year |
| --- | --- |
| - Please Excuse Me For Being Antisocial – Roddy Ricch - Cuz I Love You – Lizzo - Fever – Megan Thee Stallion - Homecoming: The Live Album – Beyoncé - I Used to Know Her – H.E.R. - Kirk – DaBaby                                           | - DJ Khaled featuring Nipsey Hussle & John Legend – Higher - Chris Brown featuring Drake – No Guidance - DaBaby – Bop - Doja Cat – Say So - Megan Thee Stallion featuring Nicki Minaj & Ty Dolla $ign– Hot Girl Summer - Roddy Ricch – The Box                                                 |
| Coca-Cola Viewers' Choice Award | Best Collaboration |
| - Megan Thee Stallion featuring Nicki Minaj & Ty Dolla $ign – Hot Girl Summer - Chris Brown featuring Drake – No Guidance - DaBaby – Bop - Future featuring Drake – Life is Good - Roddy Ricch – The Box - The Weeknd – Heartless           | - Chris Brown featuring Drake – No Guidance - DJ Khaled featuring Nipsey Hussle & John Legend – Higher - Future featuring Drake – Life is Good - H.E.R. featuring YG – Slide - Megan Thee Stallion featuring Nicki Minaj & Ty Dolla $ign – Hot Girl Summer - Wale featuring Jeremih – On Chill |
| Best Female R&B/Pop Artist | Best Male R&B/Pop Artist |
| - Lizzo - Beyoncé - H.E.R. - Jhene Aiko - Kehlani - Summer Walker | - Chris Brown - Anderson .Paak - Jacquees - Khalid - The Weeknd - Usher |
| Best Female Hip Hop Artist | Best Male Hip Hop Artist |
| - Megan Thee Stallion - Cardi B - Doja Cat - Lizzo - Nicki Minaj - Saweetie | - DaBaby - Drake - Future - Lil Baby - Roddy Ricch - Travis Scott |
| Best Group | Best New Artist |
| - Migos - Chloe x Halle - City Girls - EarthGang - Griselda - JackBoys | - Roddy Ricch - DaniLeigh - Lil Nas X - Pop Smoke - Summer Walker - YBN Cordae |
| Dr. Bobby Jones Best Gospel/Inspirational Award | BET Her Award |
| - Kirk Franklin – Just for Me - Fred Hammond – Alright - John P. Kee featuring Zacardi Cortez – I Made It Out - Kanye West – Follow God - PJ Morton featuring Le'Andria Johnson & Mary Mary – All In His Plan - The Clark Sisters – Victory | - Beyoncé featuring Blue Ivy, WizKid & Saint Jhn – Brown Skin Girl - Alicia Keys – Underdog - Ciara featuring Lupita Nyong'o, Ester Dean, City Girls & La La – Melanin - Layton Greene – I Choose - Lizzo featuring Missy Elliott – Tempo - Rapsody featuring PJ Morgan – Afeni                |
| Video Director of the Year | Best Movie |
| - Teyana Taylor - Benny Boom - Cole Bennett - Dave Meyers - Director X - Eif Rivera | - Queen & Slim - Bad Boys for Life - Dolemite Is My Name - Harriet - Homecoming: A Film by Beyoncé - Just Mercy |
| Best Actress | Best Actor |
| - Issa Rae - Angela Bassett - Cynthia Erivo - Regina King - Tracee Ellis Ross - Zendaya | - Michael B. Jordan - Billy Porter - Eddie Murphy - Forest Whitaker - Jamie Foxx - Omari Hardwick - Will Smith |
| YoungStars Award | Sportswoman of the Year |
| - Marsai Martin - Alex Hibbert - Asante Blackk - Jahi Di’Allo Winston - Miles Brown - Storm Reid | - Simone Biles - Ajeé Wilson - Claressa Shields - Coco Gauff - Naomi Ōsaka - Serena Williams |
| Sportsman of the Year | Best International Act |
| - LeBron James - Giannis Antetokounmpo - Kawhi Leonard - Odell Beckham Jr. - Patrick Mahomes II - Stephen Curry | - Burna Boy (Nigeria) - Innoss'B (DRK) - Sho Madjozi (South Africa) - Dave (UK) - Stormzy (UK) - Ninho (France) - S.Pri Noir (France) |
| Best New International Act | |
| - Sha Sha (Zimbabwe) - Rema (Nigeria) - Celeste (UK) - Young T & Bugsey (UK) - Hatik (France) - Stacy (France) | |

## Spezialpreise
- Humanitarian Award: Beyoncé
- Shine A Light Award: DJ D-Nice (Club Quarantine), Swizz Beatz & Timbaland (Verzuz TV)